# Megathentomum pustulatum
Megathentomum pustulatum là một loài côn trùng thuộc phân lớp Pterygota. Loài này được Scudder miêu tả năm 1868.